# 1952
| 1952                                                         |
| ------------------------------------------------------------ |
| Dødsfald - Fødsler                                           |
| • Begivenheder • Film • Litteratur • Musik • Politik • Sport |

| Gregoriansk kalender | 1952 MCMLII             |
| Ab urbe condita      | 2705                    |
| Armensk kalender     | 1401 ԹՎ ՌՆԱ             |
| Kinesiske kalender   | 4648 – 4649 辛卯 – 壬辰 |
| Etiopisk kalender    | 1944 – 1945             |
| Jødisk kalender      | 5712 – 5713             |
| Hindukalendere       |                         |
| - Vikram Samvat      | 2007 – 2008             |
| - Shaka Samvat       | 1874 – 1875             |
| - Kali Yuga          | 5053 – 5054             |
| Iransk kalender      | 1330 – 1331             |
| Islamisk kalender    | 1372 – 1373             |

Konge i Danmark: Frederik 9. 1947-1972
Se også 1952 (tal)

## Begivenheder
- Der er 8 millioner flygtninge i Vesttyskland
- Poul Schlüter bliver valgt som landsformand for Konservativ Ungdom på den politiske ungdomsorganisations landsråd i Kolding.

### Januar
- 10. januar – Kaptajn Kurt Carlsens skæve skib, det amerikanske Flying Enterprise synker i den Engelske kanal efter at have drevet rundt i 13 døgn, med svær slagside efter en storm.

### Februar
- 21. februar – I Dhaka i Østpakistan (nuværende Bangladesh) åbner politi ild mod en demonstration og dræber 4 studerende, hvilket fører til landsdækkende protester og opbakning til kravet om anerkendelse af bengali som det ene af to nationale sprog i Pakistan. Dagen bliver senere af UNESCO udpeget til "International modersmålsdag".
- 26. februar – Englands premierminister Winston Churchill bekendtgør at landet er i besiddelse af atomvåben.

### Marts
- 8. marts - for første gang indopereres et kunstigt hjerte på et menneske. Det sker på en 41-årig mand, som overlever i 80 minutter
- 10. marts - Fulgencio Batista står i spidsen for et regeringskup i Cuba
- 16. marts – de nordiske udenrigsministre enes om forslag om dannelse af Nordisk Råd
- 20. marts - det amerikanske senat godkender en fredsaftale med Japan

### April
- 1. april - Pave Pius 12. vender sig imod de moderne danse og beskylder dem for at opmuntre til syndig levevis.
- 28. april - Taipei-traktaten (fredstraktaten mellem Japan og Republikken Kina) underskrives
- 29. april - Et velbevaret moselig fra jernalderen, senere kendt som Grauballemanden, findes ved Grauballe nordøst for Silkeborg

### Maj
- 2. maj - for første gang indsættes et jetfly (”de Havilland Comet 1”) i fast rutefart. Det sker på ruten Johannesburg - London
- 7. maj - det integrerede kredsløb udtænkes og præsenteres i Washington D.C. Et fungerende integreret kredsløb blev dog først fremstillet i 1959

### Juni
- 1. juni - Østtyskland afbryder forbindelserne med Vesten
- 5. juni - 5 roere mister livet i Vadehavet, ud for Højer
- 29. juni - havundersøgelsesskibet Galathea 2 vender tilbage efter "Den danske dybhavsekspedition jorden rundt 1950-52". Den første Galathea-ekspedition (Galathea 1) fandt sted 100 år tidligere under ledelse af kommandør, senere admiral Steen Bille

### Juli
- 23. juli - Militæret tager magten i Egypten. Kong Farouk abdicerer
- 23. juli - Den europæiske Kul- og Stålunion, der senere bliver til EU, træder i kraft

### August
- 12. august - tretten fremtrædende jødiske intellektuelle henrettes i Moskva under De myrdede poeters nat

### September
- 6. september - ved flyveopvisning ved Farnborough Airshow i Hampshire i England styrter en flyprototype ned og 29 tilskuere omkommer udover flyets to piloter
- 9. september - Vesttyskland og Israel indgår erstatningsaftale på 3 milliarder D-mark til de overlevende fra KZ-lejrene

### Oktober
- 1. oktober - kafferationeringen fra besættelsestiden ophæves i Danmark
- 3. oktober – Storbritannien gennemfører sit første atombombeforsøg ved Monte Bello Islands ud for Australiens nordvestlige kyst
- 7. oktober Stregkoden bliver opfundet af Norman Joseph Woodland
- 20. oktober - den britiske guvernør sætter Kenya-kolonien i undtagelsestilstand på grund af Mau Mau-oprøret og flere oprørsledere arresteres, herunder senere præsident Jomo Kenyatta
- 24. oktober - besættelsestidens sukkerrationering i Danmark bliver ophævet

### November
- 1. november - USA prøvesprænger sin første brintbombe ved Eniwetok-atollen i Stillehavet. Bomben er udviklet af Edward Teller og er 700 gange større end atombomberne over Hiroshima og Nagasaki i Japan i 1945
- 4. november - general Dwight D. Eisenhower besejrer Adlai Stevenson i præsidentvalg og bliver USA's 34. præsident
- 4. november - for første gang åbner dronning Elizabeth 2. det engelske parlament
- 10. november - FN's generalsekretær Trygve Lie meddeler, at han har besluttet at træde tilbage. Baggrunden er længere tids chikaner fra Sovjetunionen
- 18. november - nationalistlederen Jono Kenyatta i Kenya bliver arresteret og tiltalt for støtte til undergrundsbevægelsen Mau-Mau
- 20. november - SAS-flyet Arild Viking lander i Kastrup efter den første vellykkede flyvning fra USA over Nordpolen

### December
- 8. december - Dronning Elizabeth giver tilladelse til tv-transmission fra hendes kroning

## Født

### Januar
- 2. januar – Linda Nielsen, tidligere rektor for Københavns Universitet.
- 5. januar – Uli Hoeness, tysk fodboldspiller og -manager.
- 7. januar – Henrik Hartmann, dansk teaterchef.
- 10. januar – Pat Benatar (født Patricia Andrzejewski), amerikansk sanger.
- 11. januar - Lee Ritenour, amerikansk musiker og komponist.
- 14. januar - Călin Popescu-Tăriceanu, rumænsk politiker, ingeniør og diplomat.
- 17. januar - Ryuichi Sakamoto, japansk multimusiker (død 2023).
- 24. januar - Raymond Domenech, fransk fodboldspiller.

### Februar
- 4. februar - Jenny Shipley, newzealandsk premierminister.
- 10. februar – Lee Hsien Loong, indonesisk politiker.
- 15. februar – Tomislav Nikolić, serbisk politiker.
- 23. februar - Brad Whitford, amerikansk musiker.

### Marts
- 4. marts – Umberto Tozzi, italiensk pop/rock sanger og sangskriver.
- 8. marts – George Allen, tidligere amerikansk senator.
- 8. marts – Finn Nørbygaard, dansk komiker og skuespiller.
- 10. marts – Morgan Tsvangirai, zimbabwisk politiker (død 2018).
- 11. marts – Douglas Adams, britisk forfatter (død 2001).
- 19. marts – Harvey Weinstein, amerikansk skuespiller.
- 23. marts – Rex Tillerson, amerikansk udenrigsminister.
- 25. marts - Jung Chang, kinesisk-britisk forfatter.
- 27. marts – Maria Schneider, fransk skuespillerinde (død 2011).

### April
- 3. april – Orla Hav, dansk politiker.
- 4. april – Villy Søvndal, dansk folketingsmedlem og partiformand.
- 4. april – Gary Moore, nordirsk rockguitarist (død 2011).
- 6. april − Jarl Forsman, dansk skuespiller.
- 10. april - Steven Seagal, amerikansk skuespiller.
- 16. april - Billy West, amerikansk skuespiller.
- 17. april - Željko Ražnatović, serbisk militærleder (død 2000).
- 22. april - Marilyn Chambers, amerikansk pornostjerne (død 2009).
- 25. april - Ketil Bjørnstad, norsk pianist.
- 28. april - Mary McDonnell, amerikansk skuespillerinde.
- 29. april - Rob Nicholson, canadisk politiker.

### Maj
- 2. maj − Christine Baranski, amerikansk skuespillerinde.
- 7. maj − Karen-Lise Mynster, dansk skuespillerinde.
- 12. maj − Jacob Haugaard, dansk entertainer og komiker.
- 14. maj − Robert Zemeckis, amerikansk filminstruktør.
- 14. maj − Bengt Holst, dansk biolog.
- 15. maj − Chazz Palminteri, amerikansk skuespiller.
- 18. maj − Ryūzaburō Ōtomo, japansk tegnefilmsdubber.
- 20. maj − Roger Milla, camerounsk fodboldspiller.
- 21. maj − Mr. T, amerikansk skuespiller.
- 26. maj − Susanne Breuning, dansk skuespillerinde og sangerinde.
- 29. maj − Pia Tafdrup, dansk forfatter.

### Juni
- 4. juni – Bronisław Komorowski, polsk præsident.
- 7. juni – Liam Neeson, irsk skuespiller.
- 16. juni – Georgios Andrea Papandreou, græsk politiker.
- 18. juni – Carol Kane, amerikansk skuespillerinde.
- 19. juni – Poul Nesgaard, dansk journalist.
- 20. juni – John Goodman, amerikansk skuespiller.
- 22. juni – Graham Greene, canadisk skuespiller.
- 25. juni – Klaus Teuber, tysk spiludvikler.

### Juli
- 1. juli – Dan Aykroyd, canadisk skuespiller.
- 4. juli – Álvaro Uribe Vélez, colombiansk præsident.
- 10. juli – Kage Baker, amerikansk science fiction- og fantasyforfatter (død 2010).
- 11. juli – Stephen Lang, amerikansk skuespiller.
- 12. juli – Karsten Nonbo, dansk kriminalassistent og folketingsmedlem.
- 12. juli – Irina Bokova, bulgarsk politiker.
- 13. juli – Jørgen Overby, dansk arkitekt.
- 15. juli – Terry O'Quinn, amerikansk skuespiller.
- 17. juli – David Hasselhoff, amerikansk skuespiller.
- 24. juli – Gus Van Sant, amerikansk filminstruktør.
- 28. juli – Vajiralongkorn, thailandsk konge.

### August
- 4. august – Moya Brennan, irsk sangerinde.
- 5. august – Hun Sen, cambodjansk premierminister.
- 8. august – Jostein Gaarder, norsk forfatter.
- 12. august – Chen Kaige, kinesisk filminstruktør.
- 16. august – Reginald VelJohnson, amerikansk skuespiller.
- 18. august – Patrick Swayze, amerikansk skuespiller (død 2009).
- 27. august – Paul Reubens, amerikansk skuespiller.

### September
- 9. september – Bi Skaarup, dansk madhistoriker og arkæolog (død 2014).
- 16. september – Mickey Rourke, amerikansk skuespiller.
- 18. september - Aminta Granera, chef for den nationale politiet i Nicaragua.
- 19. september - Rhys Chatham, amerikansk guitarist og trompetist.
- 21. september – Jens Nørskov, dansk fysiker og ingeniør.
- 25. september – Christopher Reeve, amerikansk skuespiller (død 2004).
- 25. september – bell hooks, amerikansk forfatter og filosof (død 2021).
- 28. september – Sylvia Kristel, hollandsk skuespillerinde (død 2012).
- 30. september – John Finn, amerikansk skuespiller.

### Oktober
- 7. oktober – Vladimir Putin, russisk præsident.
- 9. oktober – Sharon Osbourne, engelsk skuespillerinde og sangerinde.
- 14. oktober – Kaija Saariaho, finsk komponist.
- 22. oktober – Jeff Goldblum, amerikansk skuespiller.
- 27. oktober – Roberto Benigni, italiensk skuespiller, forfatter og instruktør.
- 28. oktober – Annie Potts, amerikansk skuespillerinde.

### November
- 3. november – Jim Cummings, amerikansk tegnefilmsdubber.
- 8. november – Alfre Woodard, amerikansk skuespillerinde.
- 13. november – Merrick Garland, amerikansk advokat og tidligere føderal dommer.
- 16. november – Keld Albrechtsen, dansk politiker.
- 17. november – Cyril Ramaphosa, sydafrikansk præsident.
- 21. november – Kirsten Otbo, dansk skattedirektør.
- 30. november – Mandy Patinkin, amerikansk skuespiller.

### December
- 9. december – Michael Dorn, amerikansk skuespiller.
- 12. december – Sarah Douglas, engelsk skuespillerinde.
- 15. december – Allan Simonsen, dansk fodboldspiller.
- 17. december – Peter A.G. Nielsen, dansk sanger og komponist.
- 19. december – Kirsten Lehfeldt, dansk skuespillerinde.
- 20. december – Jenny Agutter, engelsk skuespillerinde.
- 26. december – Riki Sorsa, finsk sanger (død 2016).
- Per Christiansen, dansk journalist og tv-vært.

## Dødsfald

### Januar
- 25. januar - Sveinn Björnsson, islandsk præsident (født 1881).
- 28. januar – Charles Tharnæs, dansk skuespiller og instruktør (født 1900).

### Februar
- 3. februar - Harold L. Ickes, amerikansk indenrigsminister (født 1874).
- 6. februar – George 6. af Det Forenede Kongerige, Storbritanniens konge (født 1895).
- 7. februar - Philip G. Epstein, amerikansk manuskriptforfatter (født 1909).
- 8. februar – Aage Foss, dansk skuespiller (født 1885).
- 19. februar – Knut Hamsun, norsk forfatter (født 1859).

### Marts
- 4. marts – Charles Scott Sherrington, engelsk fysiolog og nobelprismodtager (født 1857).
- 9. marts – Alexandra Kollontai, russisk revolutionær (født 1872).

### April
- 3. april – Albin Hagström, svensk direktør og grundlægger (født 1905).
- 16. april – Aage Berntsen, dansk digter, læge og maler (født 1885).
- 24. april – Victor Larsen, dansk politiker og minister (født 1890).

### Maj
- 8. maj – William Fox, amerikansk grundlægger af Fox Films (født 1879).
- 21. maj – John Garfield, amerikansk skuespiller (født 1913).
- 22. maj – Liva Weel, dansk skuespiller og sangerinde (født 1897).
- 29. maj – Erika Voigt, dansk skuespiller (født 1898).

### Juni
- 1. juni – John Dewey, amerikansk filosof (født 1859).
- 4. juni – Rasmus Harboe, dansk billedhugger (født 1868).
- 6. juni – Einar Packness, dansk arkitekt (født 1879).
- 9. juni – Hans Beck, kgl. dansk balletmester (født 1861).
- 11. juni – Ole Palsbo, dansk filminstruktør, journalist og kritiker (født 1909).
- 18. juni – Cameron Earl, britisk racerkører (født 1923).
- 22. juni – Jens Locher, dansk forfatter og journalist (født 1889).
- 27. juni - Jens Hassing-Jørgensen, dansk politiker, bankdirektør og minister (født 1872).
- 30. juni - Mauno Pekkala, finsk statsminister (født 1890).

### Juli
- 10. juli – Rued Langgaard, dansk komponist (født 1893).
- 26. juli – Eva Perón, argentinsk præsidentfrue (født 1919).

### August
- 1. august – Siegfried Wagner, tysk-dansk billedhugger (født 1874).
- 12. august – Falle Fallesen, dansk skuespiller og teaterleder (født 1891).
- 18. august – Louis Schmidt, dansk journalist og chefredaktør (født 1885).
- 22. august – Holger Strøm, dansk skuespiller (født 1876).

### September
- 6. september – Valdemar Schiøler Linck, dansk skuespiller (født 1878).
- 22. september – Kaarlo Juho Ståhlberg, Finlands første præsident (født 1865).

### Oktober
- 9. oktober – Martin Kaalund-Jørgensen, dansk maler (født 1889).
- 20. oktober – Philip W. Sergent (en), britisk forfatter og skakspiller (født 1872).
- 22. oktober – Hans Christian Kofoed, dansk forstander (født 1898).
- 23. oktober – Thomas P. Hejle, dansk teaterleder og direktør (født 1891).
- 26. oktober – Hattie McDaniel, amerikansk skuespiller, sanger og sangskriver (født 1895).

### November
- 1. november – Ingeborg Paul-Petersen, dansk gymnastikpædagog og institutleder (født 1876).
- 6. november – Arnold Poulsen, dansk civilingeniør (født 1889).
- 9. november – Chaim Weizmann, Israels første præsident (født 1874).
- 23. november – P. Rostrup Bøyesen, dansk maler og underviser (født 1882).
- 26. november – Sven Hedin, svensk opdagelsesrejsende (født 1865).

### December
- 7. december – Harald Balslev, dansk højskoleforstander, forfatter og komponist (født 1867).
- 28. december – Dronning Alexandrine, dansk dronning (født 1879).
- 29. december - Fletcher Henderson, amerikansk orkesterleder og pianist (født 1897).

## Nobelprisen
- Fysik – Felix Bloch & Edward Purcell
- Kemi – Archer John Porter Martin, Richard Laurence Millington Synge
- Medicin – Selman Abraham Waksman
- Litteratur – François Mauriac
- Fred – Albert Schweitzer (Frankrig) for grundlæggelsen af Lambarene Hospital i Gabon.

## Sport
- 4. januar – Letvægteren Jørgen Johansen bliver europamester i professionel boksning, da han besejrer finnen Ellis Ask i København
- 8. juni - den italienske cykelrytter Fausto Coppi vinder for fjerde gang etapeløbet Giro d’Italia
- 19. juli-3. august – Sommer-OL afholdes i Helsinki i Finland.
- 17. august - Bokseren Jørgen Johansen forsvarer for anden gang sit europamesterskab i professionel letvægt, da han i Idrætsparken i København vinder over den hidtil ubesejrede italiener Duillo Loi.
- 23. september - Den amerikanske bokser Rocky Marciano bliver verdensmester i sværvægtsboksning, da han knockoutbesejrer Jersey Joe Walcott i 13. omgang i Philadelphia. Boksekampen blev samtidig starten på betalingsfjernsyn med sportsbegivenheder, da kampen blev tilbudt seerne i 49 store teatre i 31 byer.

## Musik
- Frankie Laine: High Noon (Do Not Forsake Me)
- Nat King Cole: Unforgettable
- Jimmy Boyd: I Saw Mommy Kissing Santa Claus
- Doris Day: When I Fall In Love
- Perry Como: To Know You (Is To Love You)

## Film
- Avismanden med Ib Schønberg i hovedrollen.